# Emisario submarino

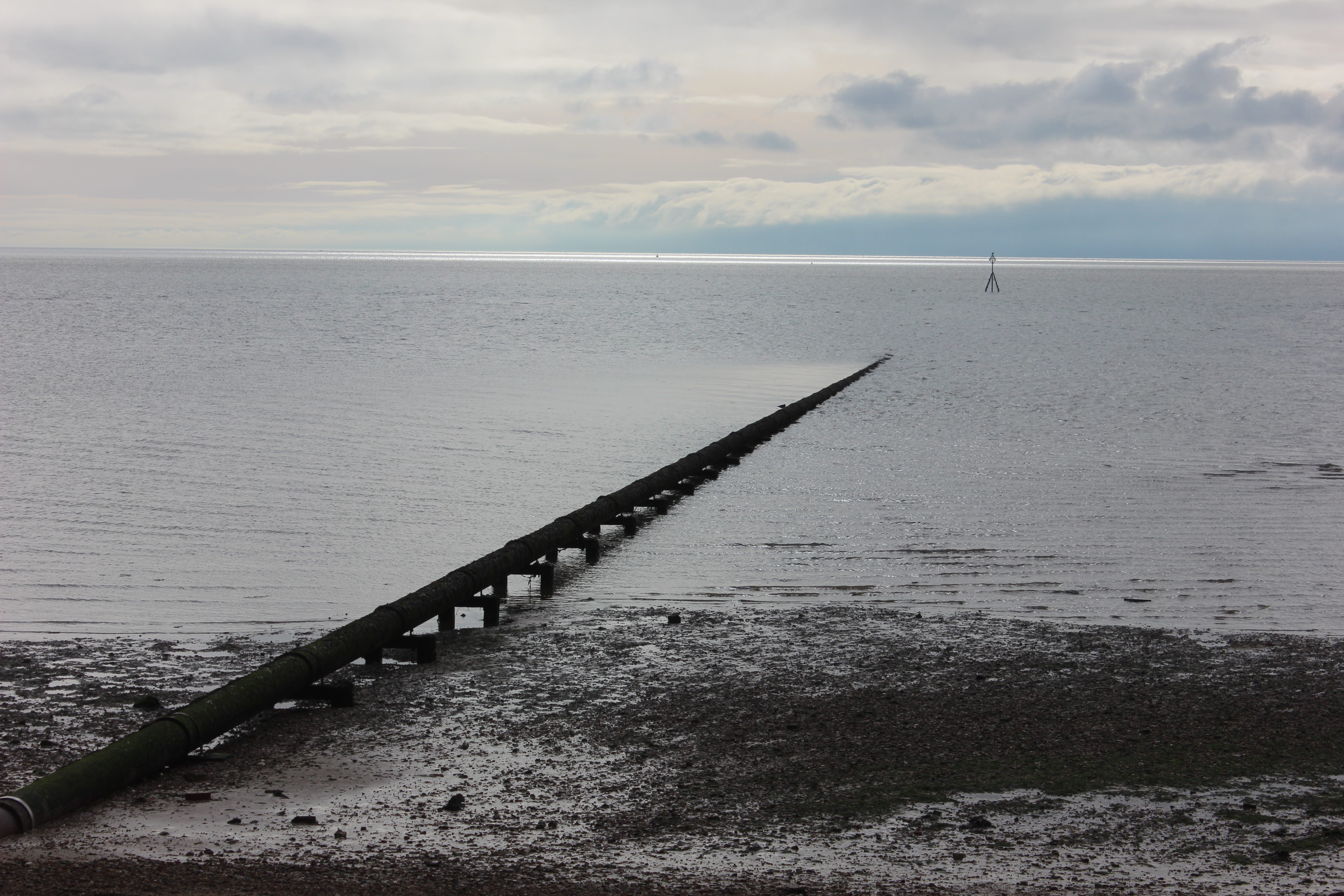
Conducción para el vertido de aguas residuales bajo la superficie marina

Un emisario submarino es una conducción cerrada para el transporte de aguas residuales parcialmente tratadas desde la zona de tratamiento localizada en tierra hasta la zona de vertido generalmente localizada mar adentro a una cierta distancia y profundidad para facilitar una rápida, alta y eficiente dilución inicial de forma que dicho vertido no suponga un riesgo para la salud ni tenga efectos nocivos para el ecosistema local.
La definición anterior es extensible a conducciones cuyas zonas de vertido se localizan en ríos y lagos, si bien es cierto que éstas son menos comunes y eficientes que las anteriores.
Dentro del conjunto aguas residuales podemos incluir a aquellas aguas derivadas de un proceso industrial como son aguas de refrigeración, salmueras, etc., y aquellas derivadas de un proceso urbano o doméstico como son aguas negras, aguas de lluvia, etc.
Las aplicaciones más comunes de los emisarios e inmisarios submarinos son:
·        En plantas de desalinización para la toma de agua y descarga de la salmuera.
·        En colectores de aguas depuradas para la descarga del agua tratada.
·        En piscifactorías se realizan inmisarios para la captación de agua con nutrientes para la cría y emisarios para la descarga.
·        Para consumo de agua se realizan sólo inmisarios submarinos de toma.
·        Como desagües de fondo en presas para mantenimiento de caudales ecológicos y como elementos de emergencia.
·        En sistemas de refrigeración se utilizan tanto de toma como de descarga.
·        Los emisarios submarinos para oleoductos o gasoductos son el tramo de conexión tierra – mar entre la conducción submarina y terrestre. Por tanto, la dirección del fluido puede ser de toma y/o de descarga.
La construcción de un emisario submarino implica generalmente la combinación de dos o más procesos constructivos que varían según el tipo de instalación a realizar, pudiendo ser, mediante la instalación en zanja, tendido de la conducción directamente sobre el lecho marino, lacustre o fluvial y/o, más utilizada recientemente, mediante tecnologías sin zanja.
Dentro de las tecnologías sin zanja destacan cuatro métodos de instalación cuya elección dependerá del tipo de revestimiento y de las características de la conducción a instalar:
·       PIPE-JACKING/MICROTUNNELING – Hinca de tubería o microtúnel. Las tuneladoras asociadas a la hinca de tubería/microtúnel suelen ser del tipo hidroescudo. La instalación se realiza mediante empuje de la tubería desde el pozo de ataque o de lanzamiento mediante un sistema de empuje hidráulico hasta alcanzar el pozo de recepción o punto de rescate de la tuneladora. Es la metodología más versátil ya que la gama de diámetros es mucho más amplia que en el resto de métodos de instalación, desde el pequeño diámetro (600-800 mm) hasta grandes diámetros (3.000-3.500 mm).
·        SEGMENT LINING – Ejecución de túnel mediante revestimiento por anillos de dovelas. Generalmente se realiza mediante tuneladoras tipo EPB (Earth Pressure Balance) si bien es cierto que pueden utilizarse otro tipo como hidroescudos, mixshields, etc. Este método se emplea en grandes diámetros.
·        HORIZONTAL DIRECTIONAL DRILLING (HDD) – Perforación horizontal teledirigida. Consta de una primera fase, conocida como perforación piloto, en la cual desde un foso de ataque se realiza una primera perforación dirigida hasta el foso de recepción. La segunda fase consiste en escarificar (ensanchar) la perforación piloto mediante el uso de escariadores de diferentes diámetros, según necesidades, para aumentar la sección perforada hasta conseguir una sección mayor a la tubería producto a instalar y una última fase que sería la instalación de la tubería producto mediante tiro hacia atrás (pull back). Esta técnica está bastante limitada por el diámetro de la conducción, usándose sólo en proyectos de pequeño diámetro (hasta 600 mm).
·        DIRECT PIPE – Instalación directa de tubería. El método conocido como Direct Pipe nace de combinar las ventajas del microtúnel y del HDD para instalar la tubería producto en una sola fase al realizar la excavación e instalación de la tubería mediante empuje de forma simultánea permitiendo acelerar el proceso de instalación. La excavación se realiza mediante tuneladora tipo hidroescudo (pipe jacking/microtunnel) a la que se conecta la tubería a instalar por secciones de longitud variable según la plataforma disponible en superficie pudiendo conectarse tramos de gran longitud reduciendo así el número de conexiones en superficie. Al igual que en la metodología anterior, sólo se emplea en conducciones de pequeño diámetro.